# 1882.
◄ | 18. stoljeće | 19. stoljeće | 20. stoljeće | ►
◄ | 1850-ih | 1860-ih | 1870-ih | 1880-ih | 1890-ih | 1900-ih | 1910-ih | ►
◄◄ | ◄ | 1879. | 1880. | 1881. | 1882. | 1883. | 1884. | 1885. | ► | ►►
Arhitektura • Astronomija • Biologija • Film • Fotografija • Glazba • Kazalište • Kemija • Kiparstvo • Knjige • Književnost • Kršćanstvo • Meteorologija • Medicina • Planinarstvo • Politika • Pravo • Promet • Slikarstvo • Šport • Znanost • Željeznički promet

## Događaji
- 28. listopada – Na konstituirajućoj sjednici splitskog Općinskog vijeća za gradonačelnika je ustoličen narodnik Dujam Rendić Miočević, a za prisjednike dr. Gajo Bulat, dr. Eduard Tacconi, dr. Pavao Kamber, Petar Katalinić, Mate Protić i Ivan Matošić. Na toj povijesno prvoj sjednici Narodnog vijeća se prvi put čuo hrvatski jezik, i to u govoru najstarijeg vijećnika Ivana Brajevića.
- Mijo Majer u Zagrebu uosniva „Hrvatsku liru”, prvi tamburaški zbor s dirigentom u Hrvatskoj, sastavljen pretežno od studenata.

## Rođenja
- 18. siječnja – Aleksandra Ekster, ukrajinska slikarica († 1949.)
- 23. siječnja – Anna Abrikosova, ruska redovnica († 1936.)
- 25. siječnja – Virginia Woolf, engleska književnica († 1941.)
- 30. siječnja – Franklin Delano Roosevelt, američki političar († 1945.)
- 2. veljače – James Joyce, irski književnik († 1941.)
- 18. veljače – Anna Schäffer, njemačka svetica († 1925.)
- 23. ožujka – Emmy Noether, njemačka matematičarka († 1935.)
- 13. svibnja – Georges Braque, francuski slikar († 1963.)
- 17. lipnja – Igor Stravinski, ruski skladatelj († 1971.)
- 19. lipnja – Anton Šerf, slovenski pisac, pjesnik, homilet (* 1798.)
- 4. srpnja – Louis B. Mayer, američki filmaš († 1957.)
- 7. srpnja – Janka Kupala, bjeloruski književnik († 1942.)
- 10. srpnja – Ivan Dobrović, hrv. pedagoški i povijesni pisac iz Austrije († 1967.)
- 11. rujna – Asta Nielsen, danska filmska i kazališna glumica († 1972.)
- 12. rujna – Mate Garković, hrvatski biskup († 1968.)
- 24. rujna – Franjo Fancev, hrvatski književnik i povjesničar († 1943.)
- 7. listopada – Bernardo Brixy, hrvatski franjevac i prirodoslovac († 1946.)
- 14. listopada – Éamon de Valera, irski političar i državnik († 1975.)

## Smrti
- 7. siječnja – Ignacy Łukasiewicz, poljski izumitelj (* 1822.)
- 13. siječnja – Juraj Dobrila, hrvatski biskup, dobročinitelj i tiskar (* 1812.)
- 8. ožujka – Antun Drobac, hrvatski ljekarnik, kolekcionar i trgovac (* 1810.)
- 9. travnja – Dante Gabriel Rossetti, engleski slikar i pjesnik (* 1828.)
- 19. travnja – Charles Darwin, britanski znanstvenik (* 1809.)
- 27. travnja – Ralph Waldo Emerson, američki filozof, esejist i pjesnik (* 1803.)
- 2. lipnja – Giuseppe Garibaldi, talijanski revolucionar i borac za jedinstvo i slobodu Italije (* 1807.)

## Vanjske poveznice
|  | Zajednički poslužitelj ima još gradiva o temi 1882. |